# Pici (pasta)

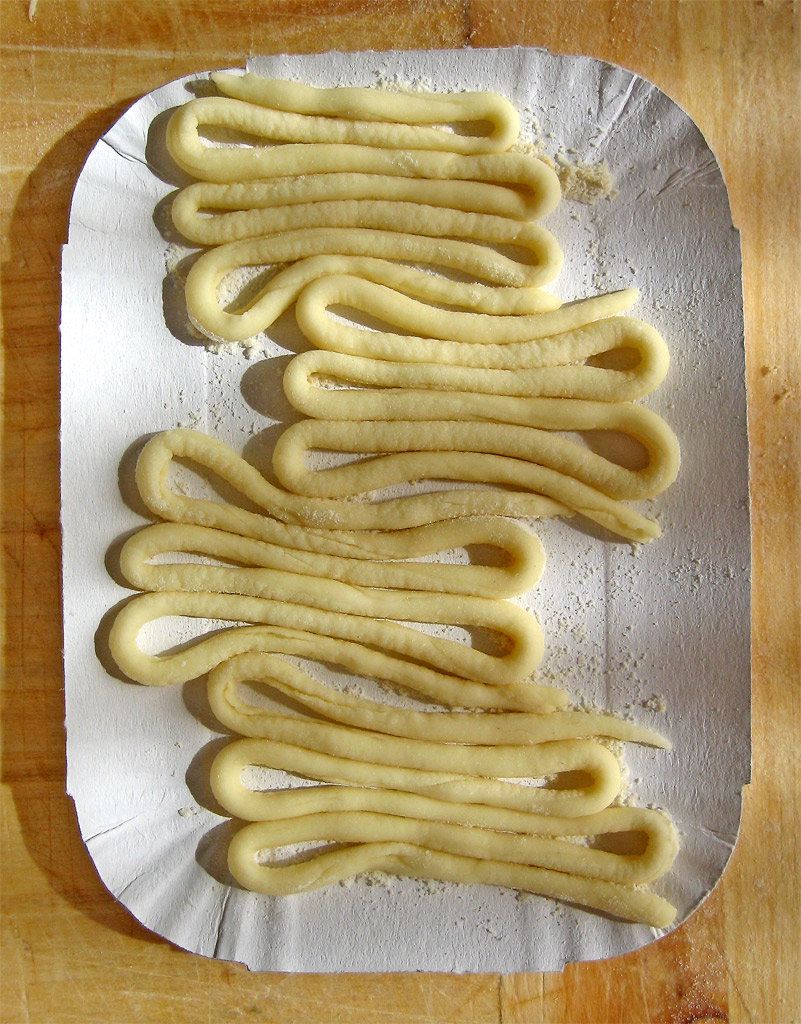
Pici con albume (Pici met eiwit)

Pici een pastasoort die heel erg lijkt op spaghetti. Ze zijn vaak met de hand gemaakt en dikker. Het wordt vaak met gehakt en bolognesesaus klaargemaakt. 
Dit soort pasta komt met name uit de regio Siena in de Toscane.